# Mutaz Essa Barshim
Mutaz Essa Barshim (Doha, 24 de junho de 1991) é um atleta qatari especializado no salto em altura, campeão olímpico e tricampeão mundial da modalidade.

## Carreira
Treinado no ASPIRE Dome, Barshim conseguiu seus primeiros sucessos nacionais em 2010. Ele conseguiu quebrar o recorde nacional indoor em Gotemburgo, no começo de fevereiro, com um salto de 2,25 metros, e então ganhou a medalha de ouro no Campeonato Asiático de Atletismo Indoor de 2011, com uma marca de 2,20 m. Ele foi selecionado para representar o Catar no Campeonato Mundial de Atletismo em Pista Coberta de 2010 em Doha e sua performance de 2,23 metros o deixou em décimo quarto lugar nas qualificatórias. Estes feitos tornaram-no no primeiro graduado da ASPIRE Dome a participar de uma competição em nível mundial e a ser o detentor de um recorde nacional em um esporte olímpico.
Barshim ganhou o Campeonato Árabe de Atletismo para juniores em Cairo em Maio, alcançado um recorde pessoal em pista aberta de 2,23 m, e então assegurar o título continental júnior no Campeonato Asiático de Atletismo Júnior de 2010. A sua marca nesse campeonato (2,31 metros) foi um recorde nacional e o melhor índice da temporada para júniores - também foi o melhor salto feito por um júnior desde o salto de 2,32 metros de Huang Haiqiang, em 2006. Pouco depois, ele ganhou o Campeonato Mundial Júnior de Atletismo de 2010 em Moncton, com uma altura de 2,30 m.
Foi medalha de ouro no Campeonato Asiático de Atletismo em Kōbe depois de conseguir uma altura de 2,35 metros, um novo recorde nacional e do campeonato. Ele continuou com sua boa forma e conquistou o ouro nos Jogos Mundiais Militares no Rio de Janeiro, Brasil, com uma marca de 2,28 metros. Ele fez sua estréia em um competição mundial adulto no Campeonato Mundial de Atletismo de 2011, em Daegu, chegando a final, perdendo a medalha no desempate e terminando em sétimo lugar no ranking geral. Ele ainda ganhou a medalha de ouro do Campeonato do Conselho do Golfo e do Campeonato Árabe antes de encerrar o ano com outra medalha de ouro internacional nos Jogos Pan-Arábicos, em Doha.
No Campeonato Asiático de 2012 em Pista Coberta, em Hangzhou, na China, em 19 de fevereiro de 2012, Barshim ganhou a medalha de ouro, estabelecendo uma nova marca pessoal (e nacional) de 2,37 metros, quebrando também o recorde do campeonato, que era de 2,34 metros; foi também a melhor marca da temporada, para pista coberta.
No Campeonato Mundial de Atletismo de 2013 realizado em Moscou, ficou com a medalha de prata, saltando a marca de 2,38m.
Em 5 de junho de 2014 atingiu 2,41m em Roma. Mais tarde, em Nova Iorque, saltou 2,42m. Durante a etapa de Bruxelas da Diamond League melhorou novamente a sua marca pessoal, saltando 2,43m, ficando a apenas 2cm do recorde mundial do salto em altura. Com estes 2,43m fixou o recorde asiático, que já lhe pertencia.
Suas maiores conquistas vieram nos anos e campeonatos mundiais seguintes, Londres 2017 e Doha 2019, quando se tornou bicampeão mundial, o segundo deles em frente a seu povo no Khalifa International Stadium, na capital do Catar.
 Um tricampeonato foi conseguido quando venceu novamente em Eugene 2022, com a marca de 2,37 m. No Mundial de Budapeste 2023 ficou com a medalha de bronze, vendo seu amigo, adversário e co-campeão olímpico de Tóquio 2020, Gianmarco Tamberi, ser campeão mundial ao ar livre pela primeira vez.
Barshim é treinado pelo técnico polonês Stanislaw "Stanly" Szczyrba desde 2009, quando ainda era um juvenil, e por toda sua carreira.

### Jogos Olímpicos

#### Londres 2012
Em sua primeira Olimpíada, Bashim conquistou a medalha de bronze empatado com Derek Drouin, do Canadá, e Robert Grabarz, da Grã-Bretanha, com um salto de 2,29 m. Posteriormente, o vencedor da prova,  Ivan Ukhov, da Rússia, teve sua medalha de ouro confiscada por problemas de doping. Em 2021 as medalhas foram realocadas pelo COI e Bashim recebeu a medalha de prata. 

#### Rio 2016
No Rio de Janeiro Barshim conquistou a medalha de prata com um salto de 2,36 m, a segunda medalha de prata olímpica da história do Qatar.

#### Tóquio 2020
Pouco antes da Rio 2016, o saltador italiano Gianmarco Tamberi, adversário e amigo de Barshim, fraturou o tornozelo ficando impossibilitado de competir no Rio de Janeiro. A contusão faz o atleta entrar em depressão, acreditando que não mais poderia saltar. Foi ajudado psicologicamente no processo de recuperação por  Barshim,  e os dois viveriam um momento inusitado cinco anos depois, em outra Olimpíada.
Em Tóquio 2020, os Jogos Olímpicos realizados em 2021 por causa da pandemia de Covid-19, Barshim e Tamberi voltariam a se encontrar numa decisão. Os dois foram os únicos saltadores que sobraram na prova após a altura de 2,37 m e ambos falharam em saltar 2,39 m;  os dois atletas estavam empatados, pois todos os saltos anteriores tinham sido iguais, com as alturas transpostas com o mesmo número de tentativas. As regras tradicionais do salto em altura impediam que houvesse um empate pela medalha de ouro, sendo os atletas obrigados a um desempate começando pela altura imediatamente abaixo da falhada, até que um deles conseguisse ultrapassar. Entretanto, um novo adendo na regra que entrou em vigor em 2020, possibilitava aos atletas nesta condição que, ao invés de saltos de desempate, eles concordassem em dividir a medalha se desejassem. Barshim e Tamberi desistiram de tentar um desempate e dividiram a medalha de ouro, sendo os dois considerados campeões olímpicos e recebendo cada um uma medalha de ouro, a primeira vez que isto aconteceu em 109 anos nos Jogos Olímpicos.

#### Paris 2024
Sofrendo de câimbras durante a fase classificatória e mesmo assim passando à final, em Paris 2024 ele ficou com a medalha de bronze com um salto de 2,34 m. Com esta medalha, somada à de ouro de Tóquio 2020 e as de prata de Londres 2012 e Rio 2016, ele se tornou o mais decorado saltador de altura em Olimpíadas, com uma medalha a cada Jogos disputados.